# フリーデリケ・シャルロッテ・フォン・ヘッセン＝ダルムシュタット
フリーデリケ・シャルロッテ・フォン・ヘッセン＝ダルムシュタット（ドイツ語：Friederike Charlotte von Hessen-Darmstadt, 1698年9月8日 - 1777年3月22日）は、マクシミリアン・フォン・ヘッセン＝カッセルの妃。

## 生涯
フリーデリケ・シャルロッテはヘッセン＝ダルムシュタット方伯エルンスト・ルートヴィヒと、ブランデンブルク＝アンスバッハ辺境伯アルブレヒトの娘ドロテア・シャルロッテの娘である。1720年10月6日にマクシミリアン・フォン・ヘッセン＝カッセルと婚約し、2人は1720年11月28日にダルムシュタットで結婚した。
フリーデリケ・シャルロッテは、カッセルの宮廷でもイェスベルクの夫の領地でもあまりくつろぐことができなかった。このため、ダルムシュタットの父親の近くで何ヶ月も一人で、または子供たちと一緒に過ごすことがしばしばであった。夫の長期の不在は、親族の中で非常に批判的に見られた。また、フリーデリケ・シャルロッテの崇高でリベラルな生き方と贅沢な暮らしぶりも批判され、理解を得られなかった。
1753年に夫が死去した後、フリーデリケ・シャルロッテは1755年にダルムシュタットに戻った。ダルムシュタットで1777年3月22日にフリーデリケ・シャルロッテは死去し、ダルムシュタット市教会のダルムシュタット家霊廟に埋葬された。霊廟は現在は公開はされていない。

## 子女
フリーデリケ・シャルロッテとマクシミリアンとの間に以下の子女が生まれた。
- カール（1721年9月30日 - 1722年11月23日）
- ウルリケ・フリーデリケ・ヴィルヘルミーネ（1722年10月31日 - 1787年2月28日） - 1752年にオルデンブルク公フリードリヒ・アウグスト1世と結婚。
- クリスティーネ・シャルロッテ（1725年2月11日 - 1782年6月4日） - 1765年4月17日からヘルフォルト修道院の修道女、1766年7月12日からヘルフォルト女子修道院長補佐。
- マリア（1726年2月25日 - 1727年3月14日）
- ヴィルヘルミーネ（1726年 - 1808年） - 1752年にハインリヒ・フォン・プロイセンと結婚。
- エリーザベト・ゾフィア・ルイーザ（1730年11月10日 - 1731年2月4日）
- カロリーネ（1732年 - 1759年） - 1753年にアンハルト＝ツェルプスト侯フリードリヒ・アウグストと結婚。